# Caroline Kléen
Johanna Carolina (Caroline) Kléen, född 3 november 1815 i Övraby socken, nuvarande Halmstads kommun, död 14 april 1872 i Halmstad, var en svensk flickskoleföreståndare, verksam i Malmö.  
Caroline Kléen var dotter till fältkamreraren Nils Kléen och dennes hustru Dorothea Blomberg. Hennes skola omtalas som Caroline Kléens skola och uppges ha varit i drift under åren 1850–1870. Då hon inte är bokförd som inflyttad till Malmö förrän 1852, är emellertid starttiden osäker. Hennes skola var den första flickskolan i Malmö med kvalificerade lärare.
I sitt testamente, upprättat 1871, avsatte Caroline Kléen 2 000 riksdaler riksmynt till Malmö barnhem, som 1866 inrättats för flickor. Hon kallade detta "ett tacksamhetsbewis för den godhet och wälwilja, jag åtnjutit inom detta samhälle".